# VV UD Weerselo
Le VV UD Weerselo est un club de football féminin néerlandais situé à Weerselo.

## Palmarès
- Championnat des Pays-Bas (1) : 1985